# Zespół znikającego płodu
Zespół znikającego płodu (ang. vanishing twin syndrome, VTS) – powikłanie ciąży wielopłodowej, polegające na zgonie jednego z płodów w I trymestrze ciąży, z następową resorpcją obumarłego płodu.

## Epidemiologia
Częstość VTS szacuje się nawet na 21-30% ciąż bliźniaczych. Do zgonu płodu dochodzi najczęściej między 5. a 9. Hbd, częściej w ciążach jednokosmówkowych niż dwukosmówkowych. Ryzyko VTS jest większe u ciężarnych po 30. roku życia.

## Etiologia
Do zgonu płodu dochodzi najczęściej (80%) wskutek letalnych wad rozwojowych. Rzadziej u podłoża VTS leżą nieprawidłowości w implantacji łożyska lub anomalie przyczepu pępowiny.

## Rozpoznanie
Rozpoznanie możliwe jest w badaniu ultrasonograficznym. Nieprawidłowości stwierdzane w USG to:
- obecność dwóch pęcherzyków ciążowych znacznie różniących się rozmiarami
- obecność żywego płodu i:
  - pęcherzyka ciążowego bez zarysów płodu
  - drugiego płodu, bez akcji serca
  - dwóch ciałek żółtych w jajnikach
- obecność dwóch pęcherzyków żółtkowych, z których jeden jest prawidłowy, a drugi ma nieprawidłową wielkość i wygląd
- stwierdzenie zanikania martwego płodu w kolejnych badaniach USG

## Rokowanie
VTS nie wiąże się z zagrożeniem życia matki i rokowanie dla niej jest dobre. Rokowanie dla drugiego płodu zależy od kosmówkowości ciąży: w ciąży dwukosmówkowej jest dobre, w ciąży jednokosmówkowej złe (często w niedługim czasie dochodzi do zgonu współbliźniaka).

## Postępowanie
Niepowikłany VTS nie wymaga specjalnego postępowania położniczego.